# Толланд (Коннектикут)
Толланд (англ. Tolland) — місто (англ. town) в США, в окрузі Толленд штату Коннектикут. Населення — 14 563 особи (2020).

### Клімат
| Клімат : Толланд        | Клімат : Толланд | Клімат : Толланд | Клімат : Толланд | Клімат : Толланд | Клімат : Толланд | Клімат : Толланд | Клімат : Толланд | Клімат : Толланд | Клімат : Толланд | Клімат : Толланд | Клімат : Толланд | Клімат : Толланд | Клімат : Толланд |
| Показник                | Січ.             | Лют.             | Бер.             | Квіт.            | Трав.            | Черв.            | Лип.             | Серп.            | Вер.             | Жовт.            | Лист.            | Груд.            | Рік              |
| Абсолютний максимум, °C | 17,8             | 20,6             | 28,3             | 33,9             | 32,8             | 35,6             | 36,7             | 35,6             | 35,6             | 30,0             | 25,6             | 21,7             | 36,7             |
| Середній максимум, °C   | 1,7              | 3,3              | 8,3              | 14,4             | 20,6             | 24,4             | 27,2             | 26,7             | 22,2             | 16,7             | 10,6             | 4,4              | 15,1             |
| Середня температура, °C | −4,4             | −2,8             | 2,2              | 7,8              | 13,3             | 17,8             | 20,6             | 20,0             | 15,0             | 9,4              | 4,4              | −1,1             | 8,6              |
| Середній мінімум, °C    | −10,6            | −9,4             | −4,4             | 0,6              | 6,1              | 11,1             | 13,9             | 13,3             | 7,8              | 1,7              | −1,7             | −6,7             | 1,9              |
| Абсолютний мінімум, °C  | −35,6            | −32,8            | −31,1            | −15,6            | −6,7             | −2,8             | 1,1              | −2,2             | −6,7             | −10,6            | −20,6            | −28,3            | −35,6            |
| Норма опадів, мм        | 111              | 79               | 110              | 115              | 101              | 113              | 104              | 103              | 115              | 116              | 118              | 102              | 1287             |
| ----------------------- | ---------------- | ---------------- | ---------------- | ---------------- | ---------------- | ---------------- | ---------------- | ---------------- | ---------------- | ---------------- | ---------------- | ---------------- | ---------------- |
| Джерело:                |                  |                  |                  |                  |                  |                  |                  |                  |                  |                  |                  |                  |                  |

## Демографія
Згідно з переписом 2010 року, у місті мешкали 15 052 особи в 5312 домогосподарствах у складі 4207 родин. Було 5451 помешкання
Расовий склад населення:
| - 94,7 % — білих - 2,3 % — азіатів - 1,1 % — чорних або афроамериканців - 0,1 % — корінних американців |

До двох чи більше рас належало 1,1 %. Частка іспаномовних становила 2,2 % від усіх жителів.
За віковим діапазоном населення розподілялося таким чином: 26,8 % — особи молодші 18 років, 61,7 % — особи у віці 18—64 років, 11,5 % — особи у віці 65 років та старші. Медіана віку мешканця становила 41,6 року. На 100 осіб жіночої статі у місті припадало 98,6 чоловіків;  на 100 жінок у віці від 18 років та старших — 96,6 чоловіків також старших 18 років.
Середній дохід на одне домашнє господарство  становив 136 489 доларів США (медіана — 112 740), а середній дохід на одну сім'ю — 151 938 доларів (медіана — 130 345). Медіана доходів становила 83 134 долари для чоловіків та 62 561 долар для жінок. За межею бідності перебувало 2,3 % осіб, у тому числі 0,7 % дітей у віці до 18 років та 2,1 % осіб у віці 65 років та старших.
Цивільне працевлаштоване населення становило 8310 осіб. Основні галузі зайнятості: освіта, охорона здоров'я та соціальна допомога — 24,8 %, виробництво — 12,2 %, фінанси, страхування та нерухомість — 11,6 %.